# Biserica fortificată din Boz

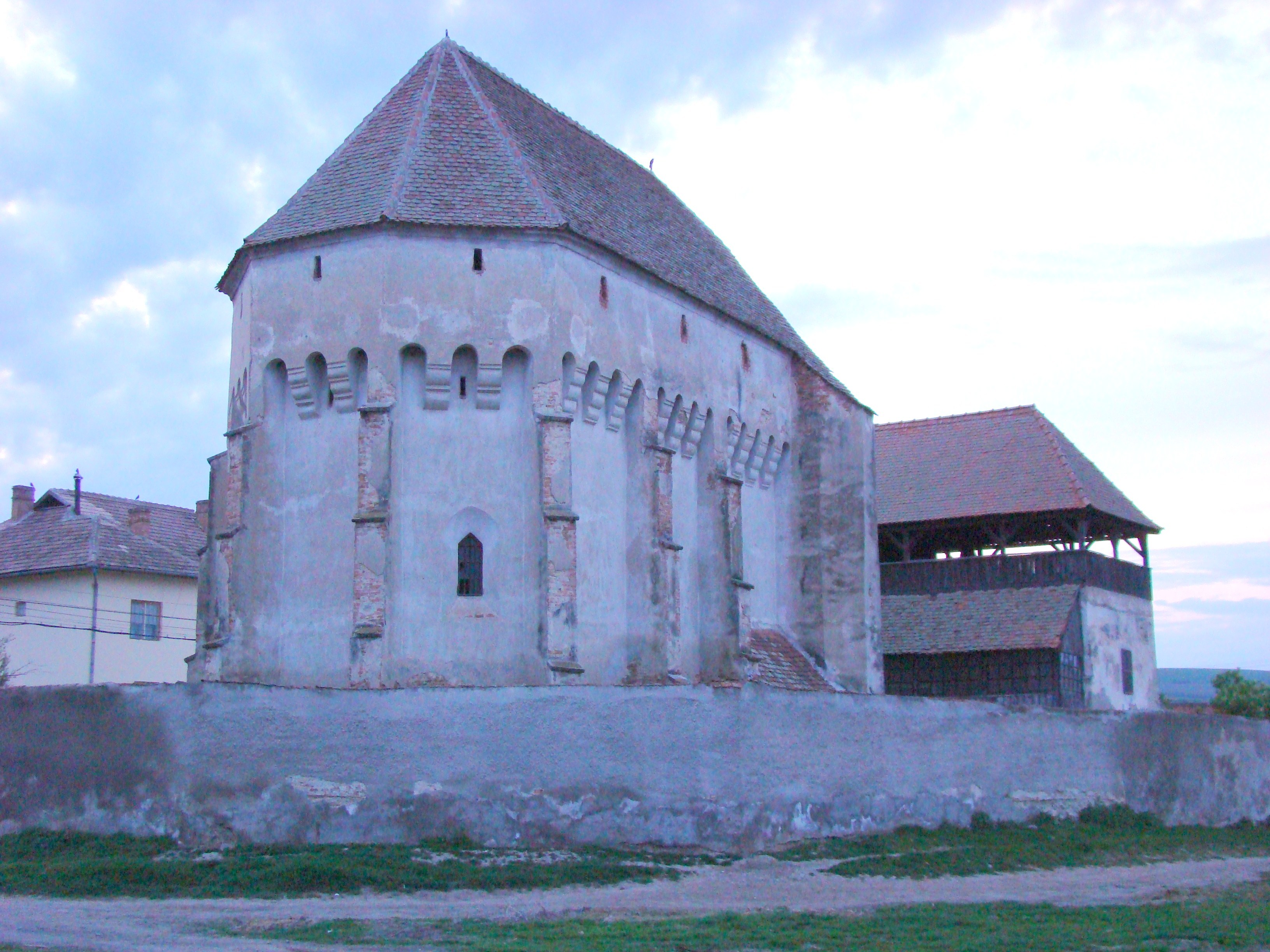
Ansamblul bisericii evanghelice fortificate din Boz, comuna Doștat, județul Alba.

Biserica fortificată din Boz este un ansamblu de monumente istorice aflat pe teritoriul satului Boz, comuna Doștat.
Ansamblul este format din următoarele monumente:
- Biserica evanghelică fortificată (cod LMI AB-II-m-A-00191.01)
- Incintă fortificată, cu bastion-școala veche (cod LMI AB-II-m-A-00191.02)[2]

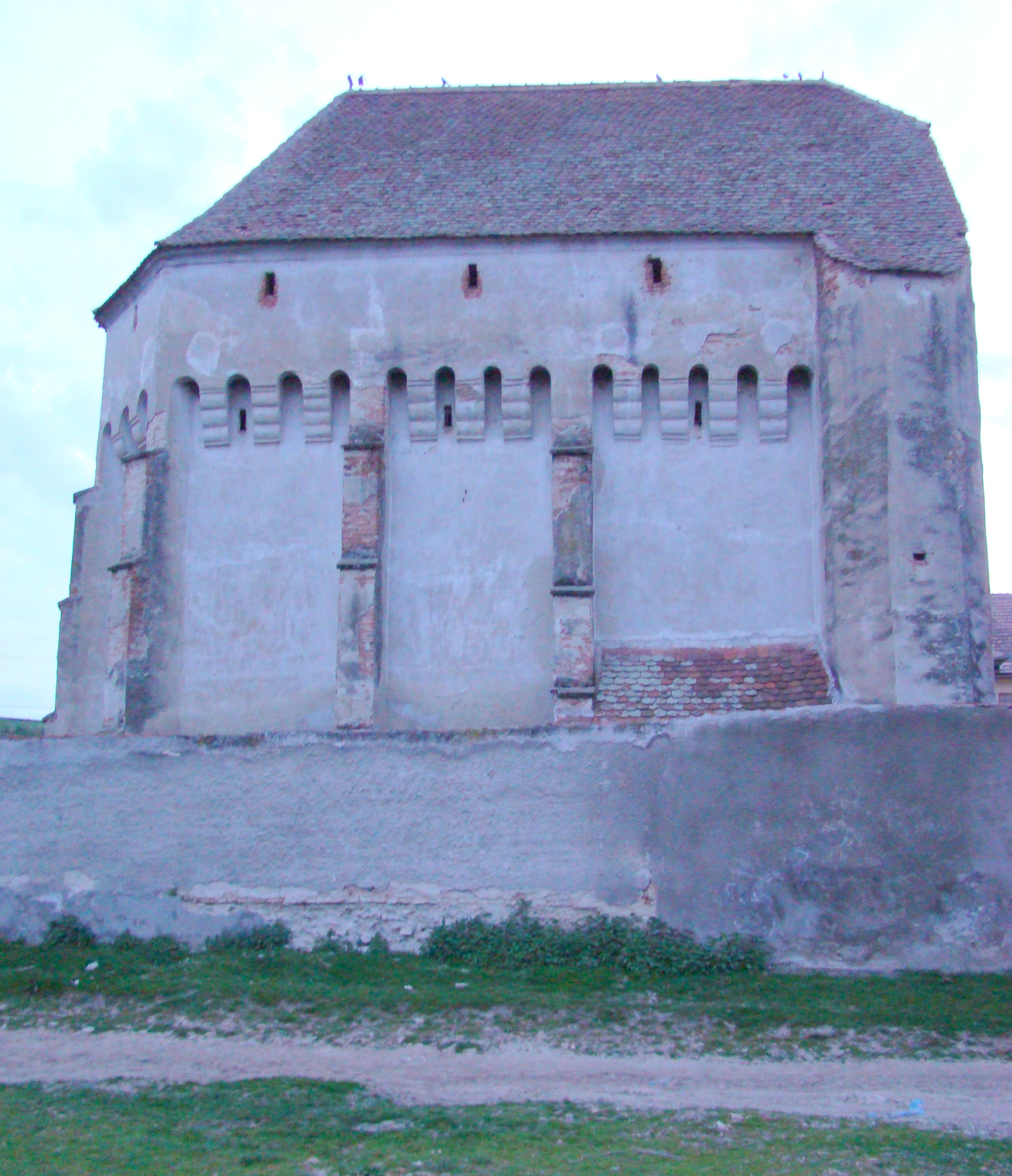
Biserica, având deasupra două niveluri fortificate, cu guri de tragere și guri de păcură, între console profilate

## Localitatea
Boz (mai demult, Buzdu; în dialectul săsesc Buss, Bus, în germană Bußd, Bussd, Bussendorf, în maghiară Buzd) este un sat în comuna Doștat din județul Alba, Transilvania, România. Prima mențiune documentară a localității datează din anul 1291.

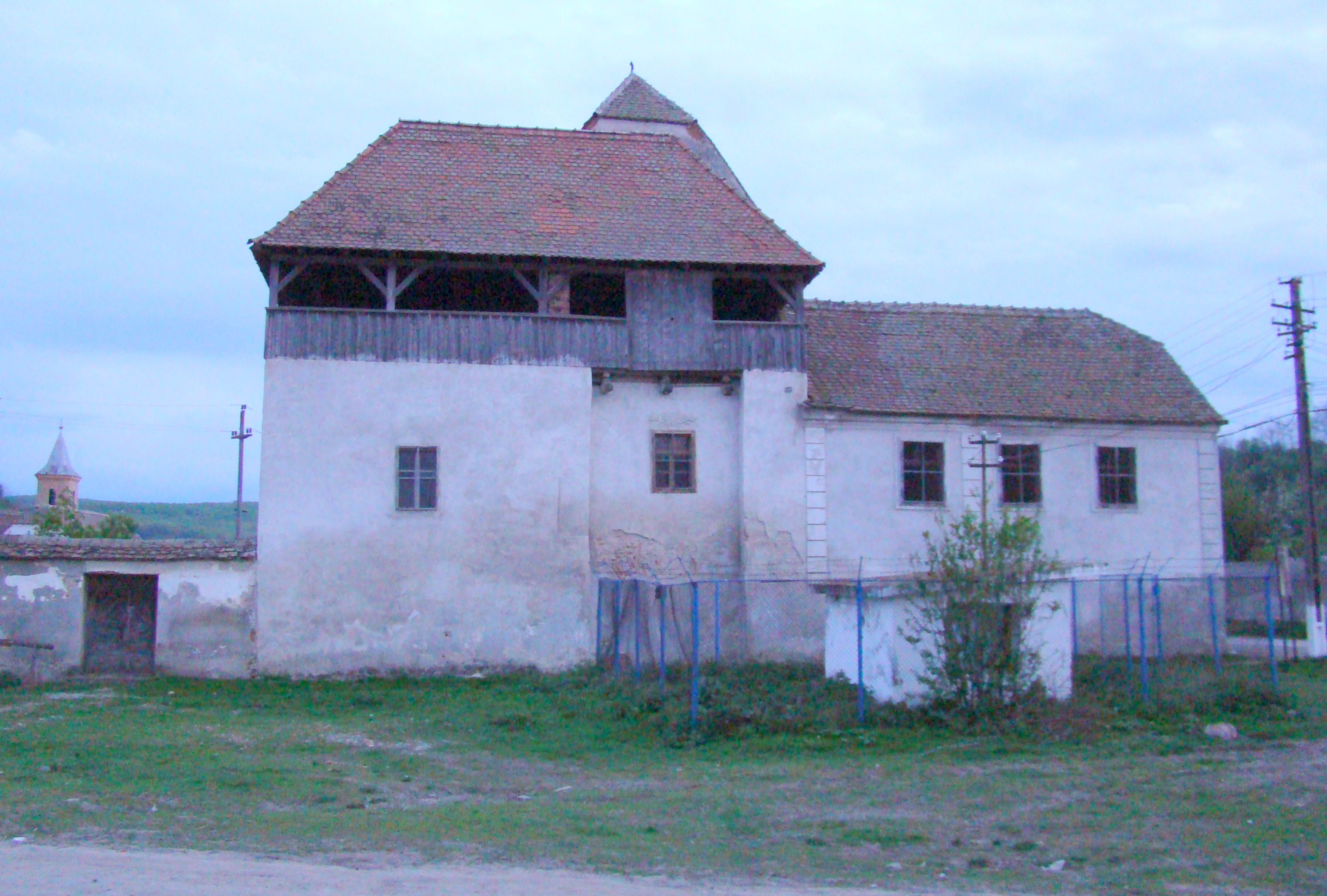
Incinta fortificată cu bastion, școala veche

## Biserica
Construită pe la 1523, biserica din Boz se încadrează bisericilor-sală în stilul gotic târziu, acest monument dezvoltând pe axa nord-sud o navă și un cor pentagonal, peste care s-a ridicat un reduit de apărare, susținut de arcuri, sprijinit pe contraforturi și console. Ansamblu original și unitar, biserica a deținut inițial și funcții de apărare, fiind prevăzută cu o incintă de ziduri. Incinta respectă aproximativ, traseul zidurilor bisericii, pe latura sud, în fața altarului traseul ei fiind poligonal, în timp ce pe latura de nord, incinta delimitează un dreptunghi și include două foste turnuri de apărare, dintre care unul a fost transformat în școală la 1762. Interiorul modest este dominat de altarul baroc. Biserica de la Boz se aseamănă foarte mult cu cea de la Cloașterf, județul Mureș, ridicată în aceeași perioadă (1521-1524). Monumentul se înscrie în categoria bisericilor fortificate ridicate de comunitatea locală a sașilor, rolul său principal fiind de protejare a bunurilor acesteia, precum și de obstacol în calea incursiunilor de pradă ale turcilor și tătarilor asupra sudului Transilvaniei, pe parcursul secolelor XVI-XVII.

## Imagini

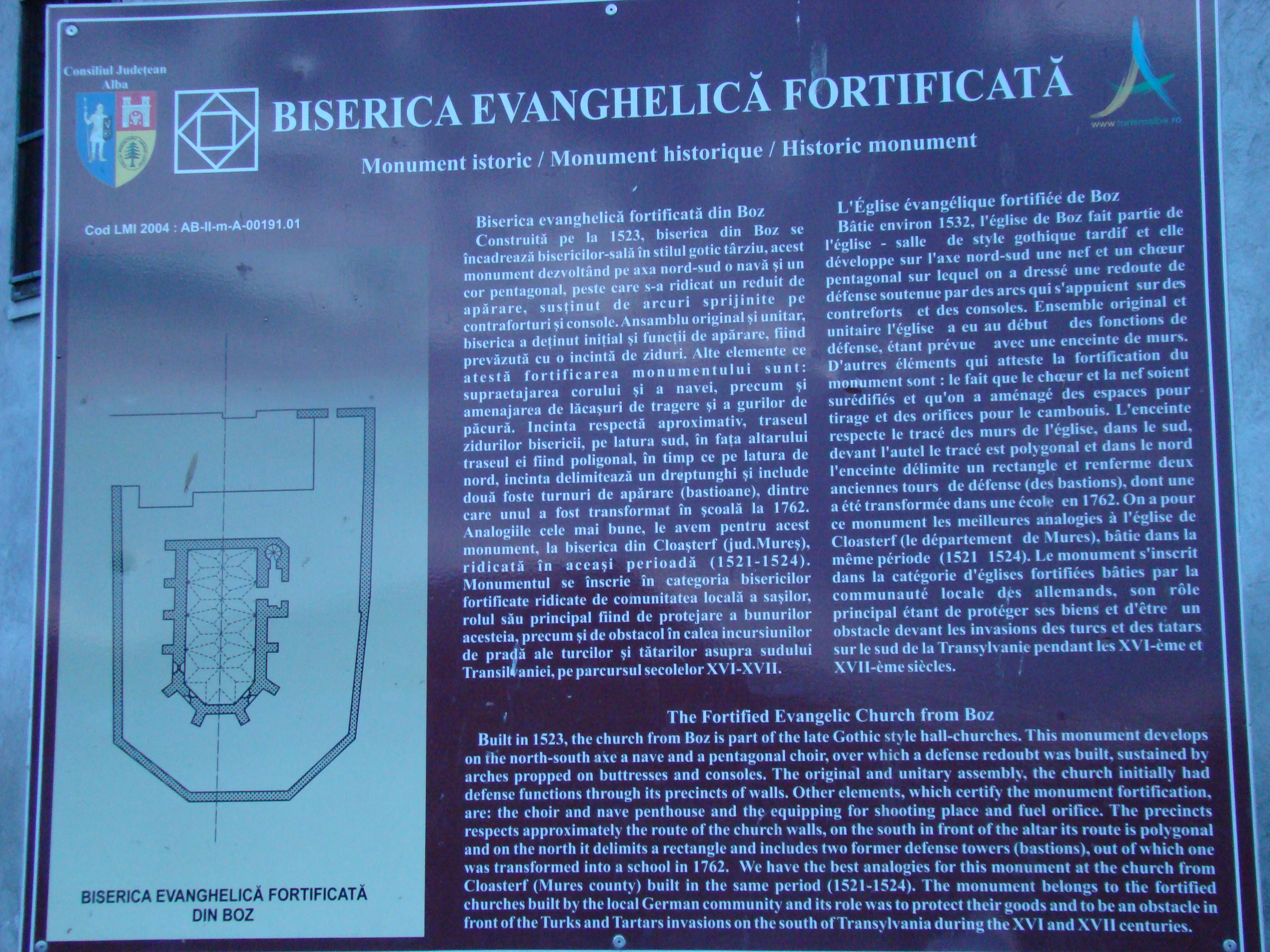
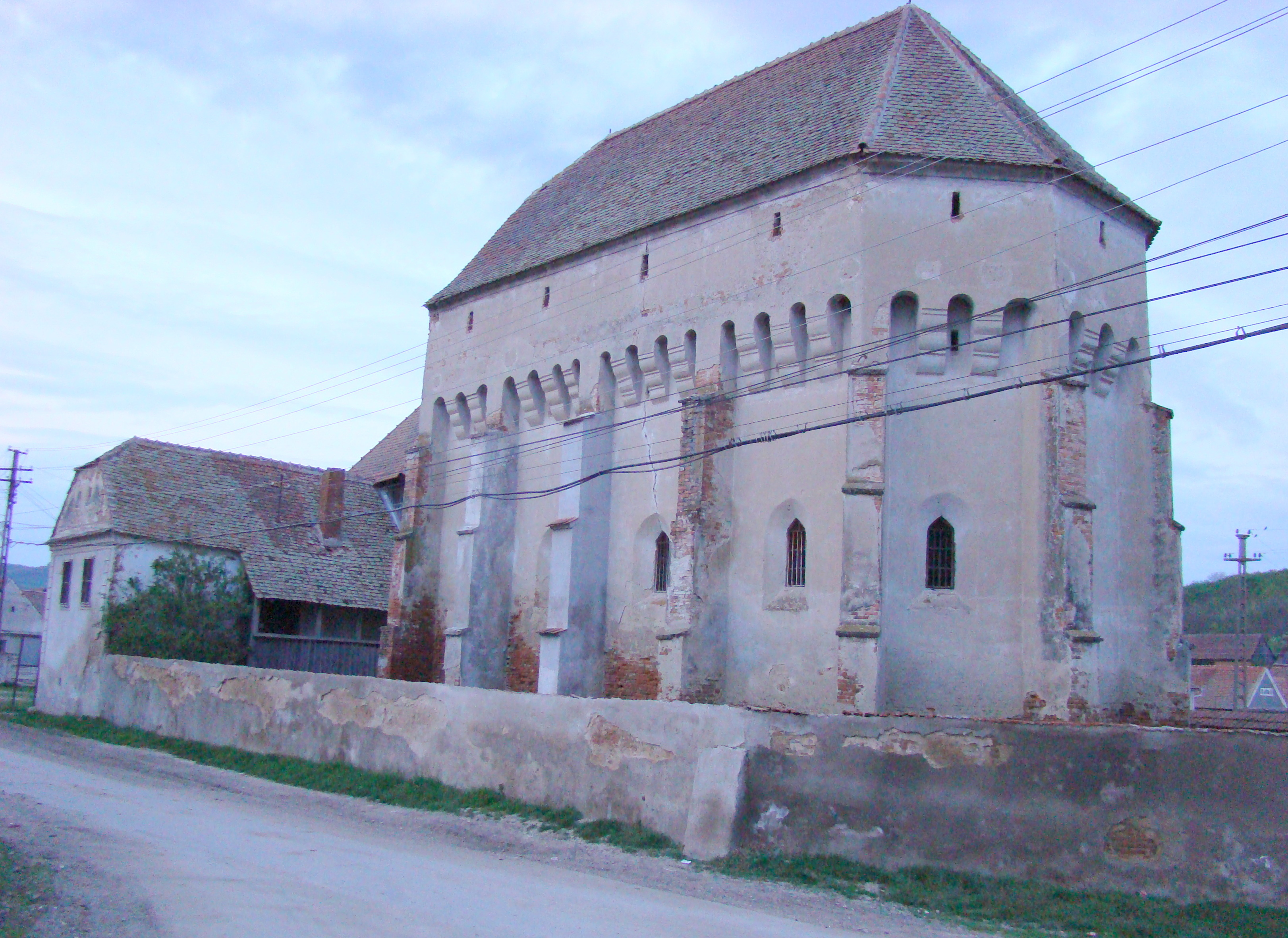
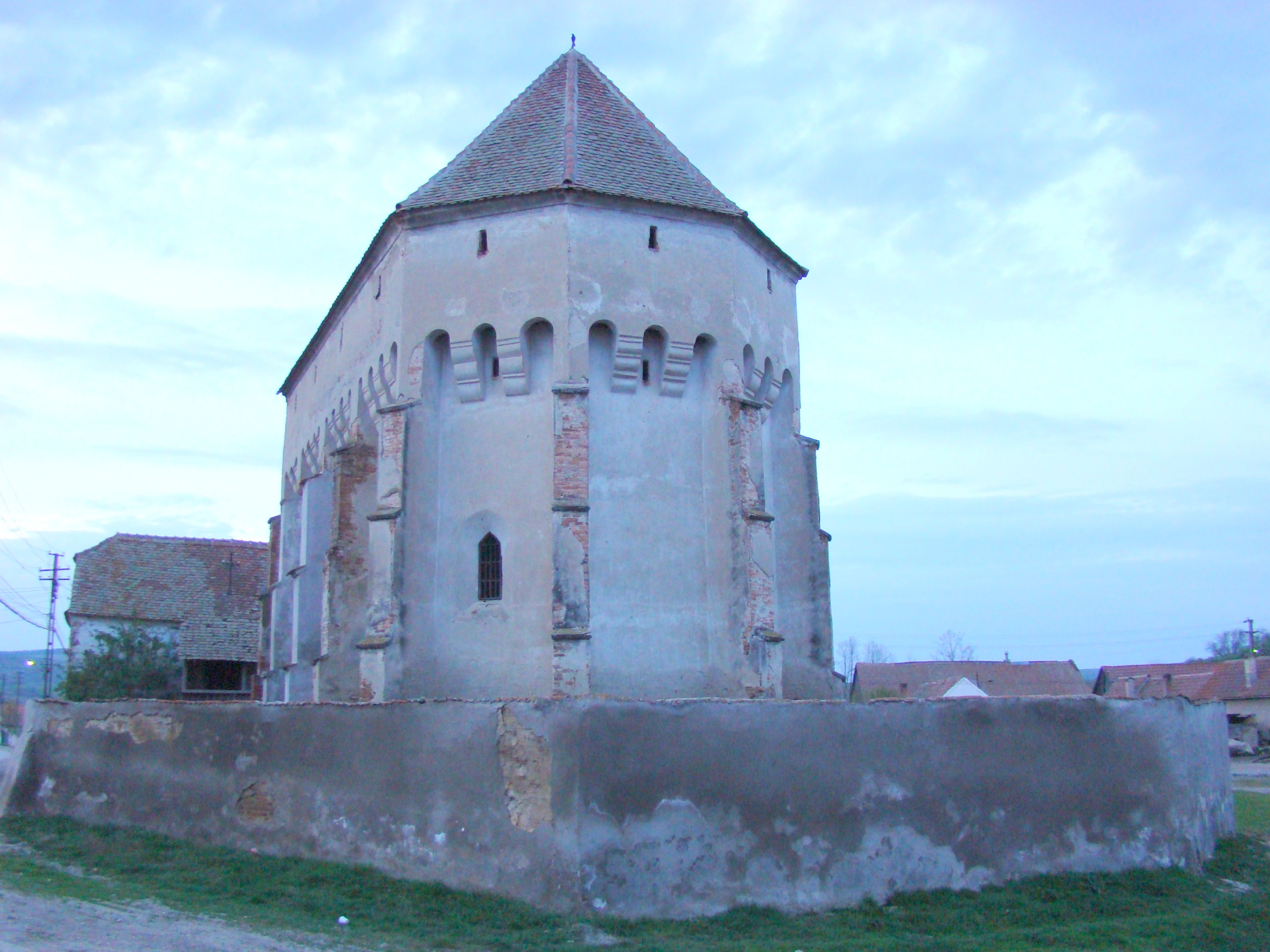
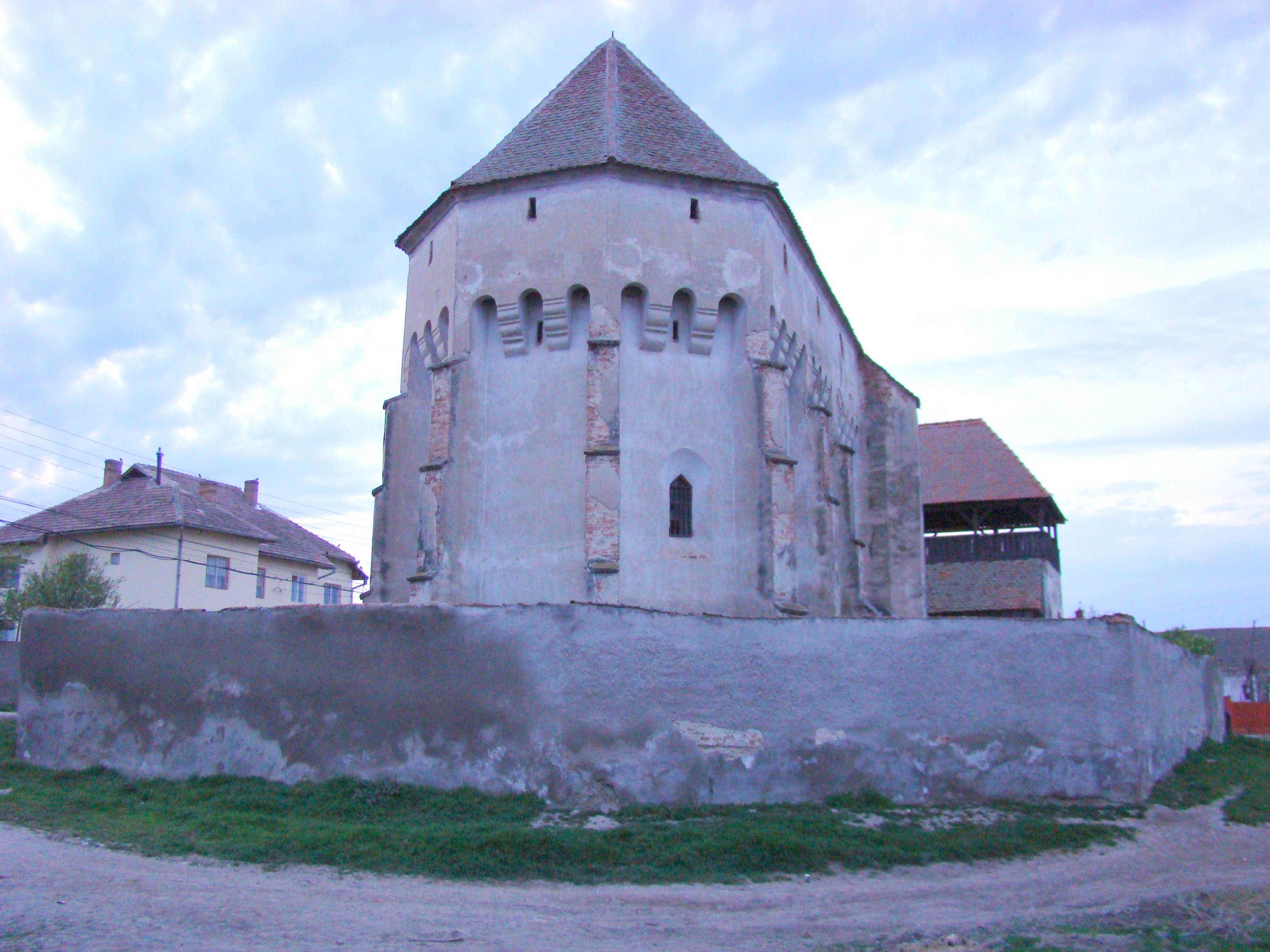

## Vezi și
- Boz, Alba